# Downward Is Heavenward
Downward Is Heavenward è il quarto album in studio della band statunitense alternative rock Hum, nonché il secondo sotto la RCA Records.
Dal disco vengono estratti due singoli: Comin' Home e Green To Me, registrando un video musicale per entrambi.
Dopo il grande successo di You'd Prefer An Astronaut, questo disco non riesce, dal punto di vista economico, a replicare la buona riuscita dello scorso lavoro. Nonostante una favorevole opinione della critica, l'album raggiunge circa 38.000 copie vendute, facendo prendere alla loro etichetta discografica la decisione di recidere il contratto con la band.
Il titolo dell'album è tratto da una frase della traccia 5, Afternoon With The Axolotls.

## Registrazione
La registrazione Downward Is Heavenward è avvenuta due volte.
La prima, avvenuta nello studio di Keith Cleversley, produttore del precedente disco, a cavallo tra la fine del 1996 e l'inizio del 1997, porta a un nulla di fatto, in quanto i membri del gruppo ritengono di non essere ancora pronti per la registrazione di un nuovo disco. Nel periodo tra la prima e la seconda registrazione, pubblicano It's Gonna Be A Midget Xmas, una demo contenente, fra le altre, alcune tracce che sarebbero comparse nell'album, riregistrate.
La seconda registrazione viene ultimata a fine 1997, nel Pogo Studio di Mark Rubel, a Champaign, Illinois, città natale del gruppo, ma, per volontà della RCA, l'album viene pubblicato solo all'inizio del 1998.

## Stile
L'album, musicalmente, si presenta come una diretta evoluzione del suono presentato nello scorso lavoro, incasellandosi nel rock alternativo e creando atmosfere musicali piene, con una batteria molto incisiva, mentre il basso e le chitarre sono a tratti pesanti (le ultime cariche di feedback), e a tratti sognanti, attingendo allo shoegaze e allo space rock, mantenendo la parte vocale raccolta e incassata negli strumenti.
Per quanto riguarda i testi, abbiamo anche in questo caso un'evoluzione rispetto al disco precedente, e in Downward Is Heavenward possiamo trovare numerosi riferimenti alla scienza, allo spazio, alla natura e a tematiche legate all'amore.

## Critica
Nonostante lo scarso successo commerciale, l'album viene acclamato dalla critica, venendo descritto come un "classico perduto del rock anni 90". Pitchfork, nel 1999, mette l'album in posizione #81 nella loro classifica dei 100 miglior album degli anni '90.

## Tracce
1. "Isle of the Cheetah" – 6:38
2. "Comin' Home" – 2:45
3. "If You Are to Bloom" – 5:11
4. "Ms. Lazarus" – 3:38
5. "Afternoon with the Axolotls" – 6:27
6. "Green to Me" – 3:56
7. "Dreamboat" – 6:07
8. "The Inuit Promise" – 6:07
9. "Apollo" – 5:47
10. "The Scientists" – 5:26

Singolo bonus (bonus per il preordine)
1. "Puppets" – 4:11
2. "Aphids" – 6:08

Tracce bonus (riedizione 2018 e 2023)
1. "Puppets" – 4:11
2. "Aphids" – 6:08
3. "Boy with Stick" – 5:42

## Formazione
Hum
- Jeff Dimpsey - basso
- Tim Lash - chitarra solista
- Matt Talbott - chitarra ritimica, voce
- Brian St. Pere - batteria

Personale tecnico
- Mark Rubel - produzione